# Turkmeense kalender
De Turkmeense kalender is een aanpassing van de kalender in Turkmenistan. Op 10 augustus 2002 nam de Turkmeense overheid een wet aan om de namen van de maanden en de dagen van de week te wijzigen. De namen waren gekozen volgens de Turkmeense nationale symbolen, volgens de Ruchnama, een boek van de toenmalig Turkmeense president Saparmurat Niazov. In 2008, twee jaar na de dood van Niazov, werden de oude namen terug hersteld.
De oude namen van de maanden waren genomen van de Russische taal. De nieuwe Turkmeense namen waren als volgt:
| Nederlandse naam | Oorspronkelijke Turkmeense naam | Aangenomen Turkmeense naam |
| ---------------- | ------------------------------- | -------------------------- |
| Januari          | Ýanwar                          | Türkmenbaşy                |
| Februari         | Fewral                          | Baýdak                     |
| Maart            | Mart                            | Nowruz                     |
| April            | Aprel                           | Gurbansoltan               |
| Mei              | Maý                             | Magtymguly                 |
| Juni             | Iýun                            | Oguz                       |
| Juli             | Iýul                            | Gorkut                     |
| Augustus         | Awgust                          | Alp Arslan                 |
| September        | Sentýabr                        | Ruhnama                    |
| Oktober          | Oktýabr                         | Garaşsyzlyk                |
| November         | Noýabr                          | Sanjar                     |
| December         | Dekabr                          | Bitaraplyk                 |